# Antonina Pirojkova
Antonina Pirojkova   (Krasny Yar, 1 de juliol de 1909 - Sarasota, 12 de setembre de 2010), nom complet amb patronímic Antonina Nikolàievna Pirojkova, rus: Антони́на Никола́евна Пирожко́ва fou una enginyera russa i soviètica, vídua de l'escriptor Isaak Bàbel.

## Biografia

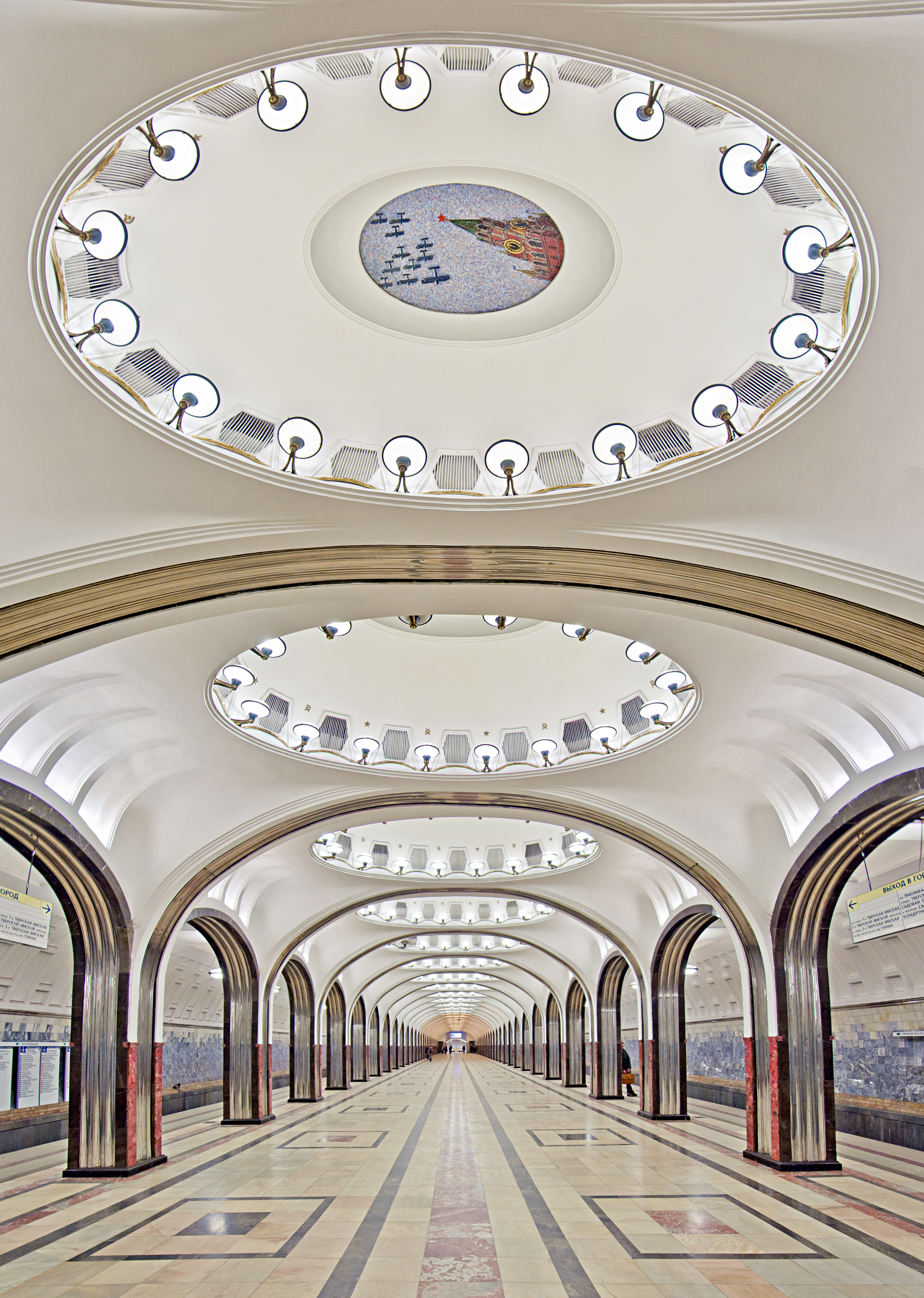
Estació de Maiakóvskaia al Metro de Moscou. La seva cúpula fou dissenyada per Pirojkova

Nascuda a Sibèria occidental, després de la mort prematura del seu pare el 1923, va treballar com a professora particular de matemàtiques. Es va graduar a l'Institut Tecnològic de Sibèria "F. Dzerjinski" el 1930. Va treballar a l'oficina de disseny de Kuznetsk, i després de traslladar-se a Moscou va entrar al "Metroproekt" (Oficina Tècnica per al disseny del metro de Moscou) el 1934, i després es va convertir en cap de disseny de l'institut. Pirojkova va ser dels primers que va dissenyar el Metro de Moscou, incloent les estacions de Maiakóvskaia, Pavelétskaia, Arbàtskaia, Kíevskaia i Plósxad Revoliútsii. Els seus col·legues la consideraven un dels enginyers de disseny amb més talent. Més tard va ser professor al Departament de túnels i passos subterranis al MITI (Institut Moscovita d'Enginyers de Transport). Co-autora del primer i únic llibre de text per a la construcció de túnels i passos subterranis. Antonina Pirojkova va conéixer Isaak Bàbel el 1932 i es va establir amb ell dos anys més tard. La seva filla, Lídia Isaàkovna Babel, va néixer el 1937. Seguint les tradicions revolucionàries de l'època, no es registraven els casaments, fet que posteriorment comportaria a Antonina Nikolàievna algunes dificultats burocràtiques.
El 15 de maig del 1939, Bàbel fou arrestat per agents de l'NKVD. Ni Antonina ni la mare de Bàbel reeixiren a l'hora d'obtenir notícies sobre la seva mort, esdevinguda per afusellament el 15 de gener del 1940. A cadascuna de les demandes efectuades incansablement per la seva dona hi arribava la mateixa resposta: "el seu marit és viu i està complint una condemna de presó treballant en la construcció de l'economia nacional a Sibèria". Antonina Nikolàievna es va assabentar de la mort de Babel ja el 1954, just després de la mort de Stalin i la posterior rehabilitació de l'escriptor. I tot això després que la versió oficial del Ministeri de Seguretat de l'Estat de l'URSS li repetís que el seu marit havia mort el 1941, durant la guerra. L'arxiu de l'escriptor, confiscat durant la detenció al seu apartament, va desaparèixer sense deixar rastre, i encara no s'ha trobat.
Després de retirar-se el 1965, va començar a organitzar els materials d'Isaak Bàbel. El 1972 va editar una col·lecció de records i materials en rus: "Isaak Bàbel. Memòries dels contemporanis", rus: Исаак Бабель. Воспоминания современников Isaak Babel'. Vospominània sovreménnikov (2a edició 1989).
El 1996 es va traslladar als Estats Units, per estar a prop del seu estimat net, que llavors vivia a la ciutat de Silver Spring, estat de Maryland. Hi va haver un temps en què va viure a una zona residencial de Washington DC amb la seva filla. En els últims anys de la seva vida va viure en Florida. Va publicar un llibre de memòries sobre els anys de vida en comú amb l'escriptor, que aparegué en versió anglesa («At His Side: The Last Years of Isaac Babel», Steerforth Press, 1996). El 2001, el llibre fou encara publicat en rus: Семь лет с Исааком Бабелем Sem let s Isaàkom Bàbelem ("Set anys amb Isaak Bàbel"), editorial "Word", Nova York, EUA). Un altre llibre, titulat rus: О Бабеле — и не только о нём: Я пытаюсь восстановить черты (воспоминания) O Bàbele — i ne tolko o nom: Ia pitaius vosstanovit txerti (vospominàniia) ("Sobre Babel - i no només sobre ell: Estic intentant restaurar-ne els trets (memòries)") fou publicat per l'editorial moscovita AST el 2013, després de la mort de Pirojokova.
El juliol del 2010, Antonina Pirojkova fou convidada a la terra natal de l'escriptor, a Odessa, on se suposava que havia d'aprovar el model del futur monument a Isaak Bàbel, però no va poder-hi anar personalment, es va comunicar per correspondència, i es van familiaritzar amb el disseny del monument a partir de fotografies. El 4 de setembre de 2011 un any després de la mort d'Antonina Nikolàievna, va ser inaugurat el monument a Bàbel a Odessa. La cerimònia va comptar amb la presència d'escriptors nadius - la seva filla Lídia, el net Andrei i el besnet Nikolai.